# Železniční trať Nanking – Čchi-tung
Železniční trať Nanking – Čchi-tung (čínsky v českém přepisu: Nan-ťing – Čchi-tung tchie-lu; pchin-jin: Nánjīng-Qǐdōng tiělù; znaky zjednodušené: 南京-启东铁路; tradiční: 南京-啟東鐵路), často zkráceně nazývaná železnicí Ning-čchi (pchin-jin: Níngqǐ tiělù; znaky zjednodušené: 宁启铁路; tradiční: 寧啟鐵路), je železnice v čínské provincii Ťiang-su s maximální provozní rychlostí 200 km/h. Její zkrácený název je odvozen od Ning, jednoznakové zkratky pro Nanking, a Čchi, který odkazuje na Čchi-tung, což je okres městské prefektury Nan-tchung.
Do roku 2019 vedla železnice jen k nádraží Nan-tchungu východ. Dne 5. ledna 2019 byla trať prodloužena až do Čchi-tungu a nyní je 351 km dlouhá. Vede podél severního břehu řeky Jang-c'-ťiang a obsluhuje města jako Jang-čou, Tchaj-čou a Chaj-an. Osobní doprava byla dříve provozována pouze mezi železničními stanicemi Nanking a Nan-tchung. Nyní je provozovaná frekventovaná linka na celé trase z Nankingu do Čchi-tungu.

## Historie
Plánování železnice podél severního břehu řeky Jang-c'-ťiang začalo již v roce 1958. V roce 1977 vláda provincie Ťiang-su označila železnici z Nankingu do Nan-tchungu za projekt, který má být dokončen během následujících 10 let. Kvůli nedostatku finančních prostředků a neshodám ohledně trasy nebyl projekt postaven ani po 20 letech. Projekt byl obnoven koncem 90. let 20. století se zahájením výstavby železniční trati Sin-i Čchang-sing, která byla první železnicí postavenou v provincii Ťiang-su severně od řeky Jang-c'-ťiang. V roce 2001 ministerstvo železnic schválilo plány na výstavbu železnice Ning-čchi a výstavba probíhala ve dvou etapách. Úsek z Nankingu do Chaj-anu se stavěl od 1. března 2002 do prosince 2003. Úseky z Chaj-anu do Jang-čou a Nan-tchungu byly dokončeny do července 2005.
Významná modernizace železnice Nanking – Čchi-tung byla dokončena 20. prosince 2015. Ten zahrnoval elektrifikaci železniční tratě a výstavbu druhé koleje. Očekávalo se, že se díky tomu doba jízdy z Nan-tchungu do Nankingu zkrátí na polovinu z dosavadních 3 h 50 min na 1 h 50 min. Elektrifikace je navržena tak, aby umožňovala provoz dvoupatrových kontejnerových vlaků, ale v současné době se žádné takové služby neprovozují. Zkušební provoz EMU vlaků byl zahájen 6. května 2016 a od 15. května 2016 začaly přepravovat cestující a výbírat jízdné.
Osobní doprava na východním jednokolejném prodloužení do Čchi-tungu (přes Chaj-men) byla zahájena 5. ledna 2019. Bylo také vybudováno další prodloužení pouze pro nákladní dopravu na sever směrem na Lusigang.
V roce 2012 byly schváleny plány na vybudování příčného spojení přes řeku z Nan-tchungu do metropolitní oblasti Šanghaje (železnice Šanghaj – Nan-tchung). To se napojuje na železnici Nanking – Čchi-tung ve stanici Čao-tien (plánovací název: Pching-tung) na severozápadním okraji městského jádra Nan-tchungu. Stavební práce na mostě přes řeku Jang-c'-ťiang v Chu-tchungu byly zahájeny 1. března 2014 a trať měla být otevřena koncem roku 2018, ale k jejímu otevření došlo až 1. července 2020.